# 宗营镇
宗营镇是中国陕西省汉中市汉台区下辖的一个镇。

## 行政区划
宗营镇下辖以下行政区：
宗营居委会、上街村、中街村、下街村、下寨村、郭湾村、范寨村、马王庙村、范家坪村、杨家山村、新桥村、新校村、武家坝村、打钟寺村、赵庄村、二十里铺村、韩塘村、曹冲村